# Міркування про добровільне рабство
Міркування про добровільне рабство (фр. Discours de la servitude volontaire) — есе Етьєна де ля Боесі. Текст був опублікований таємно в 1577 році.
Час написання твору Міркування про добровільне рабство є невизначеним: згідно з останніми дослідженнями, його склав Етьєн де ля Боесі під час його університетської освіти. За словами його найближчого друга Мішеля де Монтеня, твір був написаний, коли ля Боесі було близько 18 років.

## Зміст
В есе стверджується, що будь-який тиран залишається при владі, поки його піддані дарують йому владу, тим самим легітимізуючи будь-яку форму влади. Первісна свобода людини була дійсно відкинута суспільством, яке, колись зіпсоване звичкою, віддало перевагу рабству придворного, ніж свободі вільної людини, яка відмовляється бути покірною і підкорятися.

Від свободи одного разу відмовилося суспільство, яке після цього залишилося корумпованим і віддає перевагу рабству куртизанки перед свободою того, хто відмовляється панувати так само як відмовляється підкорятися. Таким чином, ля Боесі пов'язував покірність і панування — зв'язок, який пізніше буде теоретично обґрунтований пізнішими анархістськими мислителями. Пропагуючи рішення, що полягає у простій відмові підтримувати тирана, він став одним з перших прихильників громадянської непокори та ненасильницького опору. Мюррей Н. Ротбард підсумовує політичну філософію ля Боесі наступним чином:
Для нього великою таємницею політики був послух правителям. Чому у світі люди погоджуються на те, щоб їх грабували і пригноблювали в інший спосіб державні володарі? Це не просто страх, пояснює ля Боесі в «Міркуванні про добровільне рабство», адже потрібна наша згода. І ця згода може бути ненасильницьки відкликана.
Колись вважалося, що за твердженням його близького друга Монтеня, ля Боесі написав есе у 1549 році у вісімнадцятирічному віці, але сучасні автори стверджують, що «цілком ймовірно, що „Міркування“ було написано у 1552 або 1553 році, у віці двадцяти двох років, коли ля Боесі навчався в університеті». Деякі дослідники творчості Монтеня стверджували, що есе насправді було роботою самого Монтеня. Есе поширювалося приватно і не було опубліковане до 1576 року після смерті ля Боесі. Він помер у Жерміньяні поблизу Бордо в 1563 році. Його останні дні описані в довгому листі Монтеня до власного батька.

## Цитати
Те вайло навіть не здогадувалося, що одержувало лише частину свого власного добра, що навіть те, що йому дісталося, тиран міг дати лише після того, як забрав у них самих.
Наберіться відваги більше не слугувати, і ось ви вільні! Я не хочу, щоб ви нападали на нього [тирана] чи скидали його, лише не підтримуйте його більше, і ви побачите, як він, наче той великий колос, якого позбавили підпори, від своєї власної ваги падає ниць і розбивається.

## Переклади українською
- Ярема Кравець, 2000, переклад (за виданням: Міркування про добровільне рабство / Боесі, Етьєн де ля // Всесвіт. — 2000.- № 9-10. — С. 115—129.). [Архівовано 8 травня 2020 у Wayback Machine.]
- Етьен де ля Боесі. Міркування про добровільне рабство [Текст] / Е. д. Боесі ; пер. Я. Кравець. — Л. : Сполом, 2005. — 52 с. — ISBN 966-665-266-8